# FIA European Truck Racing Championship 2019
Die  FIA European Truck Racing Championship 2019 (auch: FIA ETRC 2019, Truck-Racing-Europameisterschaft 2019 der FIA oder Truck-Racing-EM 2019 der FIA) war eine europaweit ausgetragene Motorsport-Meisterschaft in der Kategorie III, Gruppe F (Renntrucks) nach der FIA-Klassifizierung. Die Saison 2019 umfasste acht Veranstaltungen mit je vier Rennen. Sie war die 35. Truck-Racing-Europameisterschaft überhaupt, und die 14. seitdem ihr 2006 von der FIA das Prädikat Championship verliehen wurde (zuvor hatte die Meisterschaft lediglich den Status eines Cups).
Truck-Racing-Europameister 2019 wurde Jochen Hahn aus Altensteig (Deutschland) auf Iveco (370 Punkte). Vize-Europameister wurde mit 102 Punkten Rückstand Antonio Albacete aus Spanien auf MAN (268 Punkte) gefolgt von Adam Lacko aus Tschechien auf Freightliner mit 109 Punkten Rückstand auf den Europameister (261 Punkte). Hahn sicherte sich den Titel bereits beim vorletzten Lauf der Saison auf dem Circuit Bugatti in Le Mans (Frankreich) am 27.–29. September 2019.
Mit seinem sechsten Europameister-Titel ist Jochen Hahn der bislang beste Truck-Rennfahrer der Geschichte und übertrifft damit sogar die Truck-Racing-Legende Steve Parrish aus Großbritannien (5 Truck-Racing-Titel) sowie den vierfachen Titelträger Curt Göransson aus Schweden.
In der Teamwertung ging das Team Die Bullen von Iveco Magirus bestehend aus Jochen Hahn und Steffi Halm mit insgesamt 627 Punkten als Sieger hervor. Auf Platz zwei folgte das Team Löwen Power bestehend aus Antonio Albacete und Sascha Lenz mit 510 Punkten. Der Bronze-Platz ging an Adam Lacko und Oly Janes als Team Buggyra Racing 1969 mit 395 Punkten.
Den Promoter's Cup (FIA ETRC Grammer Truck Cup) gewann Oly Janes mit 320 Punkten. Ihm folgten auf Platz zwei Jamie Anderson mit 289 Punkten und auf Platz drei Luis Recuenco mit 270 Zählern.

## Rennkalender
| Nr. | Datum                     | Strecke              | Land        | Ort            | Platz 1 (nach Punkten) | Punkte | Platz 2 (nach Punkten)        | Punkte | Platz 3 (nach Punkten)  | Punkte |
| --- | ------------------------- | -------------------- | ----------- | -------------- | ---------------------- | ------ | ----------------------------- | ------ | ----------------------- | ------ |
| 1.  | 25.–26. Mai               | Misano World Circuit | Italien     | Misano         | Adam Lacko             | 44     | Jochen Hahn                   | 42     | Norbert Kiss            | 34     |
| 2.  | 22.–23. Juni              | Hungaroring          | Ungarn      | Mogyoród       | Jochen Hahn            | 52     | Steffi Halm, Antonio Albacete | 37     | André Kursim            | 31     |
| 3.  | 6.–7. Juli                | Slovakiaring         | Slowakei    | Orechová Potôň | Jochen Hahn            | 50     | Steffi Halm                   | 42     | Adam Lacko              | 37     |
| 4.  | 18.–21. Juli              | Nürburgring          | Deutschland | Nürburg        | Jochen Hahn            | 53     | Antonio Albacete              | 42     | Adam Lacko, Sascha Lenz | 32     |
| 5.  | 31. August – 1. September | Autodrom Most        | Tschechien  | Most           | Jochen Hahn            | 27     | Adam Lacko                    | 23     | Antonio Albacete        | 19     |
| 6.  | 14.–15. September         | Circuit Zolder       | Belgien     | Zolder         | Jochen Hahn            | 48     | Antonio Albacete              | 38     | Norbert Kiss            | 35     |
| 7.  | 27.–29. September         | Circuit Bugatti      | Frankreich  | Le Mans        | Jochen Hahn            | 46     | Adam Lacko                    | 44     | Norbert Kiss            | 39     |
| 8.  | 5.–6. Oktober             | Circuito del Jarama  | Spanien     | San Sebastián  | Jochen Hahn            | 52     | Antonio Albacete              | 43     | Adam Lacko              | 39     |

Hinweis: Alle Punktangaben unterliegen der Zustimmung der FIA (siehe jeweilige Quelle)
Kalenderquelle(n):
Datenquelle(n): 

## Wertung
An jedem Rennwochenende werden jeweils vier (4) Rennen gefahren. Dabei wird jeweils beim zweiten (2.) Tagesrennen (also Rennen 2 und 4 je Rennwochenende) durch die Umkehr-Regelung die Startaufstellung des vorherigen Rennens teilweise umgedreht; dies betrifft die Top 8 am Zieleinlauf. Der Sieger des ersten oder dritten Rennens eines Wochenendes geht also im darauffolgenden Rennen (2 oder 4) von Position acht (8), der Achtplatzierte des 1. oder 3. Rennens jedoch von der Pole-Position aus ins Rennen. Die Plätze dazwischen werden entsprechend umgekehrt. Bei der Wertung wird zwischen den Rennen mit und ohne Umkehr-Regelung unterschieden (Platz 1 – 10):
- Rennen 1 und 3 (ohne Umkehr-Regelung): 20, 15, 12, 10, 8, 6, 4, 3, 2, 1 Punkt(e)
- Rennen 2 und 4 (mit Umkehr-Regelung): 10, 9, 8, 7, 6, 5, 4, 3, 2, 1 Punkt(e)

### Fahrerwertung
Tabellenendstand nach dem 8. und finalen Lauf der Saison auf dem Circuito del Jarama in San Sebastián (Spanien) am 5.–6. Oktober:
| Pl. | Fahrer                  | Lauf 1 | Lauf 2 | Lauf 3 | Lauf 4 | Lauf 5 | Lauf 6 | Lauf 7 | Lauf 8 | Gesamtpunktzahl | Differenz |
| --- | ----------------------- | ------ | ------ | ------ | ------ | ------ | ------ | ------ | ------ | --------------- | --------- |
| 1.  | Jochen Hahn             | 42     | 52     | 50     | 53     | 27     | 48     | 46     | 52     | 370             | –         |
| 2.  | Antonio Albacete        | 34     | 37     | 17     | 42     | 19     | 38     | 38     | 43     | 268             | -102      |
| 3.  | Adam Lacko              | 44     | 9      | 37     | 32     | 23     | 33     | 44     | 39     | 261             | -109      |
| 4.  | Steffi Halm             | 24     | 37     | 42     | 6      | 17     | 31     | 31     | 24     | 212             | -158      |
| 5.  | Sascha Lenz             | 24     | 18     | 31     | 32     | 6      | 8      | 39     | 34     | 192             | -178      |
| 6.  | Norbert Kiss            | 34     | 29     | 32     | 26     | 0      | 35     | 0      | 34     | 190             | -162      |
| 7.  | René Reinert            | 28     | 29     | 23     | 15     | 16     | 26     | 1      | 8      | 146             | -224      |
| 8.  | André Kursim            | 5      | 31     | 10     | 14     | 7      | 31     | 31     | 9      | 138             | -232      |
| 9.  | José Rodrigues          | 6      | 16     | 0      | 15     | 12     | 2      | 6      | 13     | 70              | -300      |
| 10. | Jamie Anderson          | 2      | 6      | 10     | 2      | 2      | 8      | 10     | 2      | 42              | -328      |
| 11. | Oly Janes               | 6      | 3      | 6      | 0      | 0      | 6      | 8      | 1      | 30              | -340      |
| 12. | Gerd Körber             | 0      | 0      | 0      | 28     | 0      | 0      | 0      | 0      | 28              | -342      |
| 13. | Anthony Janiec          | 13     | 0      | 0      | 4      | 2      | 0      | 0      | 7      | 26              | -344      |
| 14. | Luis Recuenco           | 9      | 2      | 9      | 0      | 1      | 0      | 4      | 0      | 25              | -345      |
| 15. | Terry Gibbon            | 0      | 3      | 0      | 0      | 4      | 6      | 0      | 1      | 14              | -356      |
| 16. | Shane Brereton          | 0      | 0      | 0      | 0      | 0      | 0      | 10     | 0      | 10              | -360      |
| 17. | Fabio Citignola         | 0      | 0      | 4      | 0      | 0      | 0      | 2      | 4      | 10              | -360      |
| 18. | Thomas Robineau         | 1      | 0      | 0      | 3      | 0      | 0      | 0      | 0      | 4               | -366      |
| 19. | Erwin Kleinnagelvoort   | 0      | 0      | 0      | 0      | 0      | 0      | 1      | 1      | 2               | -368      |
| 20. | José Eduardo Rodrigues  | 0      | 0      | 0      | 0      | 0      | 0      | 1      | 0      | 1               | -369      |
| 21. | Eduardo Rodrigues       | 0      | 0      | 1      | 0      | 0      | 0      | 0      | 0      | 1               | -369      |
| 22. | Mika Mäkinen            | 0      | 0      | 0      | 0      | 0      | 0      | 0      | 0      | 0               | -370      |
| 23. | Dominique Orsini        | 0      | 0      | 0      | 0      | 0      | 0      | 0      | 0      | 0               | -370      |
| 24. | Téo Calvet              | 0      | 0      | 0      | 0      | 0      | 0      | 0      | 0      | 0               | -370      |
| 25. | Frankie Vojtíšek        | 0      | 0      | 0      | 0      | 0      | 0      | 0      | 0      | 0               | -370      |
| 26. | Heinrich-Clemens Hecker | 0      | 0      | 0      | 0      | 0      | 0      | 0      | 0      | 0               | -370      |
| 27. | Franck Conti            | 0      | 0      | 0      | 0      | 0      | 0      | 0      | 0      | 0               | -370      |
| 28. | Jennifer Janiec         | 0      | 0      | 0      | 0      | 0      | 0      | 0      | 0      | 0               | -370      |

Datenquelle für die Tabelle: und 

### Team-Wertung
Tabellenendstand nach dem 8. und finalen Lauf der Saison auf dem Circuito del Jarama in San Sebastián (Spanien) am 5.–6. Oktober:
| Rang | Team                          | Fahrer                            | Trucks        | Lauf 1 | Lauf 2 | Lauf 3 | Lauf 4 | Lauf 5 | Lauf 6 | Lauf 7 | Lauf 8 | Gesamtpunktzahl | Differenz |
| ---- | ----------------------------- | --------------------------------- | ------------- | ------ | ------ | ------ | ------ | ------ | ------ | ------ | ------ | --------------- | --------- |
| 1    | Die Bullen von Iveco Magirus  | Jochen Hahn, Steffi Halm          | Iveco         | 74     | 98     | 96     | 65     | 46     | 88     | 82     | 78     | 627             | -         |
| 2    | Löwen Power                   | Antonio Albacete, Sascha Lenz     | MAN           | 67     | 64     | 57     | 79     | 28     | 56     | 82     | 77     | 510             | -117      |
| 3    | Buggyra Racing 1969           | Adam Lacko, Oly Janes             | Freightliner  | 62     | 28     | 55     | 49     | 33     | 54     | 65     | 49     | 395             | -232      |
| 4    | tankpool24 Racing             | Norbert Kiss, Steffen Faas        | Mercedes-Benz | 44     | 47     | 45     | 36     | 12     | 46     | 11     | 39     | 280             | -347      |
| 5    | Rebonconort Truck Racing Team | José Rodrigues, Eduardo Rodrigues | MAN           | 24     | 33     | 11     | 34     | 17     | 20     | 28     | 26     | 193             | -434      |

Datenquelle für die Tabelle: und 

### Promoter's Cup(FIA ETRC Grammer Truck Cup)
Der Promoter's Cup ist eine 2017 neu eingeführte Wertung ergänzend zu den bereits etablierten Wertungen für Fahrer und Teams. Am Promoter's Cup nehmen die sonst weniger im Vordergrund stehenden Fahrer der Kategorie Chrome teil. Fahrer der Kategorie Titan sind von der Teilnahme ausgeschlossen. Fahrer der Kategorie Chrome sind alle diejenigen, die nicht als Titan klassifiziert wurden, die also nicht
- innerhalb der letzten zehn (10) Jahre eine Truck-Racing-Europameisterschaft der FIA gewonnen haben.
- die vorausgegangene Saison unter den Top 10 abgeschlossen haben.
- bei irgendeiner der Super Poles der vorangegangenen Saison einen besseren, als den 6. Platz erzielt haben.
- eines der Definitionskriterien für Platinum oder Gold gemäß Fahrer-Kategorisierung der FIA erfüllen.
- obwohl keiner der oben genannten Definitionen zugehörig, herausragende Leistungen und Erfolge erzielen.

Ziel des, mit einem Preisgeld dotierten Pomoter's Cup, ist es, auch die sonst eher im Hintergrund stehenden Fahrer und Teams stärker in den Fokus zu rücken und diesen gleichzeitig einen Ansporn zu bieten.
Tabellenendstand nach dem 8. und finalen Lauf der Saison auf dem Circuito del Jarama in San Sebastián (Spanien) am 5.–6. Oktober:
| Pl. | Fahrer                  | Lauf 1 | Lauf 2 | Lauf 3 | Lauf 4 | Lauf 5 | Lauf 6 | Lauf 7 | Lauf 8 | Gesamtpunktzahl | Differenz |
| --- | ----------------------- | ------ | ------ | ------ | ------ | ------ | ------ | ------ | ------ | --------------- | --------- |
| 1.  | Oly Janes               | 53     | 47     | 44     | 25     | 19     | 48     | 50     | 34     | 320             | -         |
| 2.  | Jamie Anderson          | 33     | 36     | 40     | 34     | 15     | 50     | 43     | 38     | 289             | -31       |
| 3.  | Luis Recuenco           | 41     | 40     | 49     | 36     | 17     | 24     | 38     | 25     | 270             | -50       |
| 4.  | Terry Gibbon            | 0      | 37     | 0      | 26     | 30     | 48     | 24     | 27     | 192             | -128      |
| 5.  | Fabio Citignola         | 29     | 35     | 31     | 18     | 14     | 10     | 27     | 27     | 191             | -129      |
| 6.  | José Eduardo Rodrigues  | 32     | 0      | 0      | 17     | 0      | 25     | 28     | 27     | 129             | -191      |
| 7.  | Erwin Kleinnagelvoort   | 0      | 0      | 0      | 13     | 10     | 25     | 30     | 32     | 110             | -210      |
| 8.  | Thomas Robineau         | 31     | 0      | 0      | 52     | 0      | 0      | 0      | 0      | 83              | -237      |
| 9.  | Eduardo Rodrigues       | 0      | 26     | 32     | 0      | 15     | 0      | 0      | 0      | 73              | -247      |
| 10. | Dominique Orsini        | 16     | 19     | 13     | 0      | 0      | 3      | 3      | 15     | 69              | -251      |
| 11. | Téo Calvet              | 0      | 0      | 0      | 34     | 0      | 0      | 0      | 0      | 34              | -286      |
| 12. | Frankie Vojtíšek        | 0      | 0      | 0      | 6      | 0      | 0      | 0      | 0      | 6               | -314      |
| 13. | Heinrich-Clemens Hecker | 0      | 0      | 0      | 6      | 0      | 0      | 0      | 0      | 6               | -314      |
| 14. | Franck Conti            | 0      | 0      | 0      | 3      | 0      | 0      | 0      | 0      | 3               | -317      |
| 15. | Jennifer Janiec         | 0      | 0      | 0      | 2      | 0      | 0      | 0      | 0      | 2               | -318      |

Datenquelle für die Tabelle: